# Guillaume Lagrange
Guillaume Oscar Amand Ferdinand Lagrange (Antwerpen, 6 november 1900 - 5 juni 1973) was een Belgisch advocaat en politicus voor de Liberale Partij.

## Levensloop
Lagrange promoveerde tot doctor in de rechten en vestigde zich als advocaat in Antwerpen.
Hij werd verkozen tot liberaal volksvertegenwoordiger voor het arrondissement Antwerpen van juni 1949 tot half 1950.